# Gottfried Rike
Gottfried Rike (* im 13. Jahrhundert; † 14. Oktober 1336 in Münster) war Domdechant und Domherr in Münster.

## Leben

### Herkunft und Familie
Gottfried Rike entstammte der münsterischen Erbmännerfamilie Rike und war der Sohn des Heinrich Rike, der von 1298 bis 1306 Bürgermeister in Münster war. Nur der Vorname Elisabeth seiner Mutter ist überliefert. Durch die Aufnahme seines Sohnes in das Domkapitel war Heinrich mitschuldig am Entstehen des Prozesses gegen den Bischof Otto von Rietberg. Er verlor als Gefolgsmann des Konrad von Berg bei der Schlacht im Haler Feld im Jahre 1308 sein Leben.

### Wirken
Gottfried findet als Archidiakon zu Warendorf und Füchtorf 1311 urkundliche Erwähnung. 1317 erhielt er ein Domkanonikat in Münster und wurde hier 1324 Domkellner. In dieser Funktion war er für die Wirtschaftsführung im Domkapitel verantwortlich. Von 1328 bis 1336 bekleidete er das Amt des Domdechanten. Damit oblag ihm die Leitung des Domkapitels. Wenige Monate vor seinem Tode wurde er vom Bischof in den Rat zur Landesregierung berufen. Rike war auch Archidiakon zu Bocholt und im Besitze der Propstei am Alten Dom in Münster.